# Jizera-hegység
Az Jizera-hegység (csehül: Jizerské hory, lengyelül: Góry Izerskie, németül: Isergebirge) az Óriás-hegység nyugati folytatása részint a csehországi Libereci kerületben, részint a lengyelországi Alsó-sziléziai vajdaságban. Délkeletről, keletről északnyugatnak húzódó négy láncból áll; ezek a 15 km hosszú Magas-Iserkamm a Smrkkel (1124 m, németül: Tafelfichte), a 11 km hosszú Középső-Iserkamm, melyet az előbbitől az Iserwiese választ el, a Wohlscher Kamm a Jizeraval (1125 m, németül: Siegbühel) és a Kemnitzkamm, amely már nem éri el az 1000 métert. Az Jizera-hegység zord, jobbára erdős és gyér lakosságú.